# Scott Brothers Global
Scott Brothers Global è la società di produzione di intrattenimento internazionale fondata dai fratelli Jonathan e Drew Scott. L'azienda ha le sue origini dalla Dividian Production Group, una società cinematografica indipendente che i gemelli, insieme al loro fratello maggiore J.D, hanno fondato nel 2002. Dividian Production Group è diventato Scott Brothers Entertainment nel 2010, prima di entrare come brand della Scott Brothers Global nel 2017.

## Storia
I fratelli JD, Jonathan e Drew Scott fondarono la Dividian Production Group nel 2002 come compagnia cinematografica indipendente. Nel 2010, dividian Production Group è diventato Scott Brothers Entertainment, e nel 2013 hanno spostato l'attenzione dal cinema alle piattaforme televisive e digitali. I fratelli scelgono Katie Ruttan Daigle nella posizione di Vice Presidente dello Sviluppo e della Produzione nella divisione Factual Entertainment della compagnia.
Aveva già lavorato con i fratelli, dopo aver prodotto il primo episodio di Fratelli in affari (Proprety Brothers).
Scott Brothers Global è stato ufficialmente incorporato nel marzo 2017 come un brand dei loro vari marchi. Il quartier generale è stato spostato da Las Vegas a Nashville nel 2019, una posizione più centrale per i licenziatari e i partner della società. La sua sede aziendale rimane a Las Vegas, mentre la società di produzione televisiva opera da Toronto. Nel 2018, David Dembroski è diventato presidente della società. In questa posizione, possiede la supervisione fiscale e la responsabilità di gestione del marchio per tutte le aree della Scott Brothers Global, tra cui "licenza del marchio, approvazione, intrattenimento, editoria di libri e le attività di produzione televisiva".. Laura Aldrich è Vice Presidente Esecutivo delle Licenze. Michael Kim, con sede a Los Angeles, è il vicepresidente senior per lo sviluppo aziendale. Alina Duviner, a Toronto, è Vice Presidente delle Comunicazioni. Amy Melen, operante da New York, è Vice President of Production Design.

## Scott Brothers Entertainment
Fondata nel 2010, l'azienda crea programmi televisivi, film e contenuti digitali per la distribuzione nei mercati nordamericani e internazionali. La maggior parte dei contenuti iniziali si concentrava su progetti con Jonathan e Drew, e progetti affiliati al franchise Property Brothers. Più recentemente, il marchio si è esteso ai veicoli multimediali al di fuori del marchio dei fratelli. Jonathan e Drew formarono anche un duo di musica pop country chiamato The Scott Brothers pubblicando una serie di singoli e video musicali.
David Dembroski è presidente Scott Brothers Global, Josie Crimi come Vice Presidente Esecutivo dello Sviluppo & Produzione, così come Richard Drew come Vice Presidente dello Sviluppo. La moglie di Drew, Linda Phan, è la direttrice creativa della compagnia.

### Progetti
La serie web Brother Vs. Brother e Property Brothers: Big Day Off sono stati prodotti nel 2013 e trasmessi su HGTV e W Network. Nel 2014, Scott Brothers Entertainment ha prodotto la nuova serie, Half Price Paradise, per HGTV e HGTV Canada. Scott Brothers Entertainment ha anche prodotto Property Brothers: at Home, che è stata la prima serie con il punteggio più alto su HGTV dal 2009. Property Brothers: at Home ha visto Jonathan e il fratello Drew Scott mentre ristrutturavano la loro casa di famiglia a Las Vegas.
Nel 2014 SBE ha ampliato il suo team digitale interno per concentrarsi sulla creazione di più contenuti online per i propri partner di rete. A partire da marzo 2017, i fratelli hanno collaborato con Chase Bank per una serie di pubblicità sulle opzioni di prestito per i proprietari di case. La webserie del 2017 Wedding Crafts with Linda ha avuto come protagonista Drew e la sua fidanzata, Linda Phan, mentre dimostrano dell'artigianato fai-da-te a tema matrimoniale, inclusi menu per feste, cocktail, inviti a cena di prova, centrotavola da tavola e bomboniere. La serie divisa in 11 parti è iniziata il 15 novembre 2017 ed è stata pubblicata sugli account dei social media di HGTV. Il programma Drew e Linda Say I Do, racconterà le festività di matrimonio della coppia di una settimana nella campagna italiana e andrà in onda su TLC. Hanno anche prodotto i piloti per due reality show, The Meat Boss e "Warming Up with Erin Heatherton".
I fratelli stanno attualmente sviluppando una sceneggiatura scritta dal loro padre Jim, intitolata High September, su un cowboy che ha scontato ingiustamente una condanna a 30 anni, solo per uscire allo scoperto ed essere abbandonato dalla sua famiglia. Jonathan ha scritto una serie di documentari sull'energia rinnovabile. Insieme, i fratelli hanno scritto due sceneggiature, una su un artista solitario, e l'altra su "una banda di fratelli" di una città rurale che hanno valori sani. Con gli uffici sia negli Stati Uniti che in Canada, Scott Brothers Entertainment è attualmente impegnato nella produzione di due serie originali per Scripps Networks Interactive, oltre ad altri progetti.
Il 6 marzo 2018, i fratelli hanno lanciato una piattaforma di contenuti video digitali, GuruHub.tv, con contenuti curati basati sulle richieste dei fan e con celebrità, influencer dei social media e nuovi talenti. Nell'ottobre di quell'anno, Fox annunciò che stava sviluppando uno spettacolo chiamato It Takes Two, basato sull'omonimo libro di memorie dei fratelli. Jon e Josh Silberman scriveranno per lo spettacolo e saranno i produttori esecutivi insieme a Scotts, Kim ed Eric Tannenbaum (della Tannenbaum Company), Austin Winsberg e Jason Wang. La Tannenbaum Company produrrà in associazione con Lionsgate Television e Scott Brothers Entertainment.
Nel 2019, Scott Brothers Global ha acquisito il marchio e i relativi diritti di proprietà intellettuale di Property Brothers da Cineflix Media e i diritti di produzione per tutti i futuri progetti di Property Brothers. Nell'accordo, Cineflix Rights ha mantenuto i diritti di distribuzione in tutto il mondo, esclusi gli Stati Uniti e la lingua inglese in Canada, nonché la partecipazione finanziaria e di distribuzione a future produzioni del franchise. Condividerà anche le entrate accessorie del marchio Property Brothers.

### Filmografia

#### Cortometraggi
- Karma Inc. (2009)
- A Better Me (2009)
- The Oracle (2011)
- The Fence (2011)
- The Perfect Proposal (2011)
- The Interrogation (2012)
- Makeover Manor (2013)
- Bros Take Broadway (2016)

#### Lungometraggi
- High September (in produzione)

#### Televisione
- Fratelli in affari (2011– in produzione) - Acquisito dalla Scott Brothers Entertainment nel 2019[22]
- Brother Vs. Brother (2013 – in produzione)
- Brothers Big Day Off (2014)
- Property Brothers: At Home (2014)
- Half-Price Paradise (2015)
- GAC Insider (2015)
- DIY Insider (2015 – in produzione)
- Property Brothers: At Home on the Ranch (2015)
- All-Star Halloween Spectacular (2016)
- Reno Set Go (2017)[24]
- Property Brothers at Home: Drew’s Honeymoon House (2017)
- Drew and Linda Say I Do (2018)
- Nate & Jeremiah: missione casa (2017 – 2019) — Acquisito dalla Scott Brothers Entertainment nel 2019[25]
- Menu Match-Up (2017)
- A Very Brady Renovation (2019)[26]
- Fratelli in Affari: una casa è per sempre (2019 – in produzione)
- Making It Home with Kortney and Dave (2019 – in produzione)
- Make Your Move (2020)[27]
- Fratelli in Affari: SOS Celebrity (2020 – in produzione)
- Nate & Jeremiah: Save My House (2020 – in produzione)

#### Web series
- Toddler Vs. Toddler (2014)
- HGTV Insider (2014)
- The Scott Seat (2015)
- Tiny House Arrest (2016)
- In the Scott Seat (2016)
- Elevate Your Space Challenge (2016)
- Wedding Crafts with Linda (2017)

### Radio
- Off Topic with the Scott Brothers (2013)

## Scott Living
Nel 2015, i gemelli hanno creato una linea di mobili per esterni, chiamata Scott Living che è stata lanciata su QVC mentre nel 2016, il marchio ha superato i 100 milioni di dollari in fatturato. All'inizio del 2017, hanno collaborato con Coaster Fine Furniture per realizzare prodotti da interni e commercializzarli presso rivenditori come Lowe's, Costco, Orchard e Bed Bath & Beyond. Nel gennaio 2018, Scott Living ha introdotto una nuova linea di biancheria da letto di fascia alta con Restonic, e nel marzo successivo, il marchio ha lanciato un programma di personalizzazione con il negozio di artigianato Michael's. Nel settembre 2018, Kohl's Corp. ha annunciato che avrebbe collaborato con Fratelli in Affari per offrire una linea esclusiva di mobili, biancheria da letto, articoli da bagno e decorazioni per la casa durante l'autunno del 2019.
Dream Homes (un'estensione del marchio), progetta e personalizza elementi per la casa, di fascia alta per proprietari di case con budget di milioni di dollari. Ogni aspetto può essere personalizzato e le idee di stile sono fornite da un team di designer con sede a Las Vegas.
Nel 2020, Scott Living ha lanciato la sua linea di sfondi con il marchio A-Street di Brewster Home Fashions.